# Югра (историческая область)

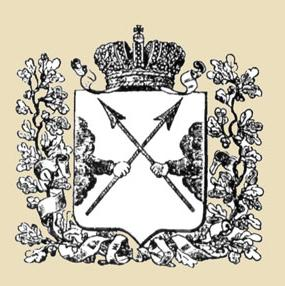
Герб Земли югорской

Югра́ (Угра или Югорский край или Югорская земля) — наименование территорий на Северном Урале и побережье Северного Ледовитого океана от пролива Югорский Шар до устья реки Таз, на которых жили угорские — хантыйские и частично мансийские племена. Использовалось в русских источниках XII—XVII веков.

## География

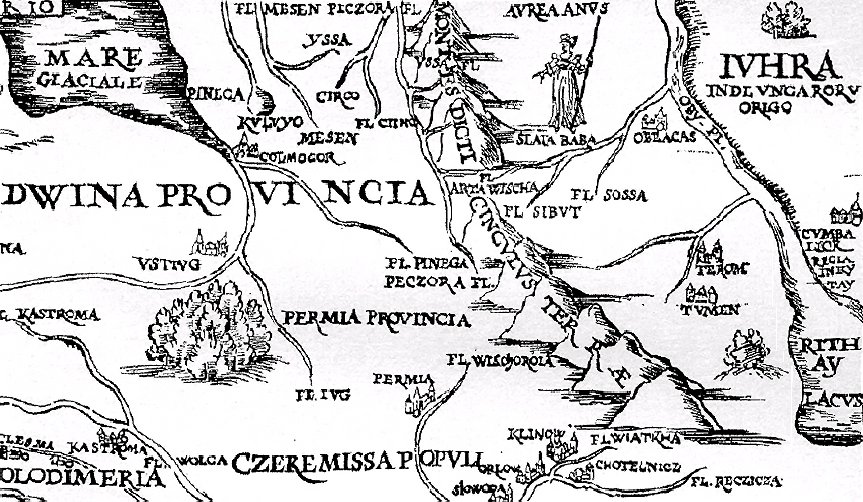
Югра (Iuhra), «откуда происходят венгры» (inde ungaroru origo), указанная Сигизмундом фон Герберштейном к востоку от Оби на карте Московии 1549 года

В польских источниках XVI века Югра расположена к северо-востоку от Русского государства за Волгой и представляет собой самую северную часть «Скифии», лежащую на побережье Северного океана. По этим представлениям, непосредственно в Югре располагалось древнее отечество венгров, которых многие раньше называли «угры».
Топоним «Югра» сохранился в географических названиях на крайнем Северо-Востоке Европы, таких, как пролив Югорский Шар и полуостров Югорский в Ненецком автономном округе.
Василий Татищев писал: «От Двины к востоку югры и югдоры по реке Югу, народ был великий и сильный. Их владение распростиралось в Галицкую область, град Унжа был их владения. Имели собственных князей. Ныне главный град их Устюг Великий, Кевроль и Мезень».

## История
В 1032 году в походе на «Железные Ворота» новгородцев возглавил воевода Улеб.
В 1114 году летописец беседовал с новгородским посадником Гюрятой Роговичем и спустя четыре года внёс в «Повесть временных лет» его рассказ о сборе новгородцами дани у племени югра, живущего за рекой Печорой в «полунощных странах», говорившем на неизвестном языке:

Послахъ отрока своего в Печеру, люди, иже суть дань дающе Новугороду. И пришедшю отроку моему к нимъ, и оттудѣ иде въ Угру. Угра же суть людье языкъ нѣмъ и съсѣдяться съ Самоѣдью на полунощныхъ сторонахъ. Угра же рекоша отроку моему: «Дивно находимъ мы чюдо ново, егоже нѣсмы слыхали преже сихъ лѣтъ, се же нынѣ третьее лѣто поча быти: суть горы заидуче в луку моря, имьже высота акы до небеси, и в горахъ тыхъ кличь великъ и говоръ, и сѣкуть гору, хотяще просѣчися. И есть в горѣ той просѣчено оконце мало, и туда молвять. Не разумѣти языку ихъ, но кажють желѣзо и помавають рукою, просяще желѣза; и аще кто дасть имъ железо — или ножь, или секыру — и они дають скорою противу. Есть же путь до горъ тѣхъ непроходимъ пропастьми, снѣгомъ и лѣсомъ, тѣмь не доходимъ ихъ всегда; есть же и подаль на полунощьи».— s:Повесть временных лет (Нестор)/1997 (ДО)
В 1193 году на Урал с целью силой принудить Югру к уплате дани отправился отряд новгородского воеводы Ядрея, который был почти полностью истреблён, в том числе благодаря предательству некоего Савки — представителя частных новгородских предпринимателей, который «переветы дръжаше с князем югорскым».
С конца XII века и по 1470-е годы Югра была колониальным владением Новгородской республики, с которого нерегулярно брали дань мехами, рыбой, моржовой костью и т. п.

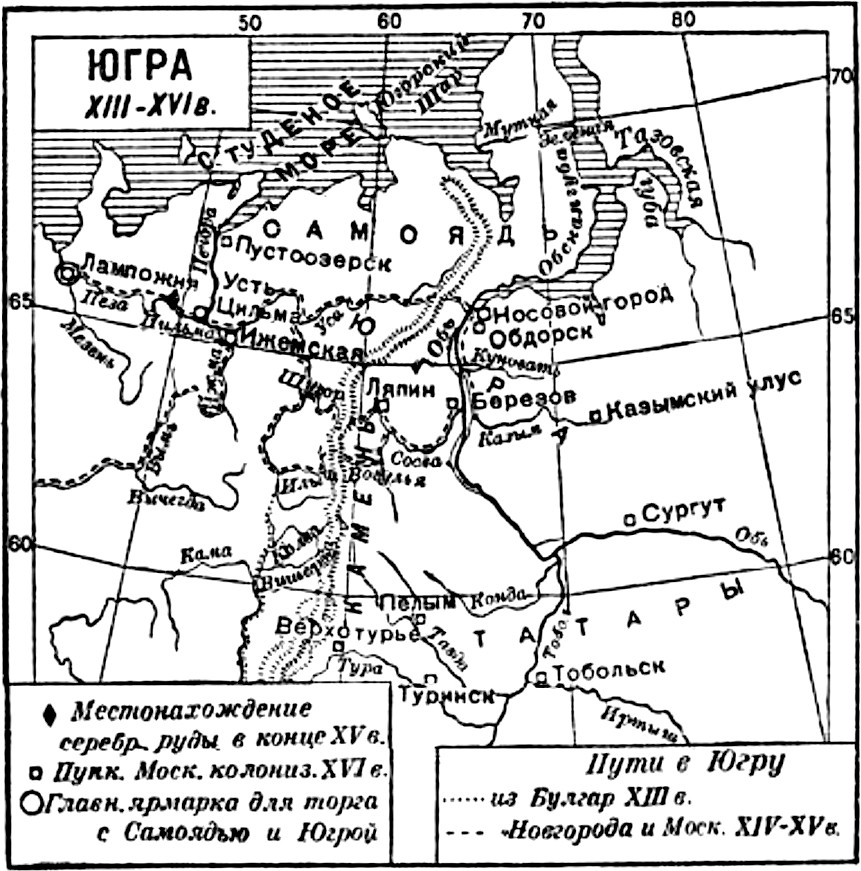
Карта из статьи «Югра» в «БСЭ»

С конца XII века известно о восстаниях племён Югры, объединённых в мелкие княжества, продолжавшихся до XV века включительно. Наиболее крупное восстание произошло в 1445 году.
В XIV веке в Новгороде была образована отдельная корпорация — «Югорщина», члены которой были связаны с Югрой торговлей и сбором дани.
С конца XIV века в борьбу с Новгородом за обладание северными и северо-западными землями, включая и Югру, вступает Великое княжество Московское. Со 2-й половины XV века начинается постепенное завоевание Югры Москвой в результате походов 1465 и 1483 годов (см. Югорские походы).
В 1499—1500 годах был совершён крупный поход за Урал нескольких воевод — князя Семёна Курбского вместе с князьями Петром Фёдоровичем Ушатым и Василием Ивановичем Заболоцким-Бражником с 5000 устюжан, двинян и вятчан, для покорения Югорской земли, то есть вогулов (манси), живших в низовьях рек Тобол и Обь. Они водным путём достигли Печоры, где заложили крепость Пустозерск, а затем на лыжах пересекли Урал. Русское войско дошло до городка Ляпина, взяли 40 городков, более тысячи пленных и 50 князей. Тогда местные князья подчинились Москве. С 1502 года московские князья стали добавлять к своим титулам слова «Обдорские и Югорские». Большинство полунезависимых хантыйских и мансийских княжеств было уничтожено к концу XVI века, последние же были упразднены в 1640-х годах. В источниках термин «Югра» встречается в последний раз в 1606 году.
В XII—XVII веках югрой назывались также местные хантыйские и мансийские народы, населявшие Югру.
К началу XXI века название «Югра» утвердилось за территорией Ханты-Мансийского автономного округа и было официально закреплено в его названии.